# Ústřední autobusové nádraží Florenc
Ústřední autobusové nádraží Praha-Florenc (zastávka autobusů má název Praha, ÚAN Florenc) je největší a nejznámější pražské i české autobusové nádraží. Nachází se východně od lokality s pomístním názvem Florenc, dopravní plocha horní části nádraží patří do katastrálního území Nového Města, dolní část a budova se starou odbavovací halou patří do Karlína v Praze 8. Stará odbavovací budova s bývalým hlavním vchodem je umístěna v Křižíkově ulici (čo. 4) vedle Hudebního divadla Karlín, vjezd pro autobusy je z křižovatky ulic Prvního pluku a Malého.
Název autobusového nádraží byl v letech 1992–2004 obsažen také v názvu akciové společnosti, která autobusové nádraží vlastní.

## Historie

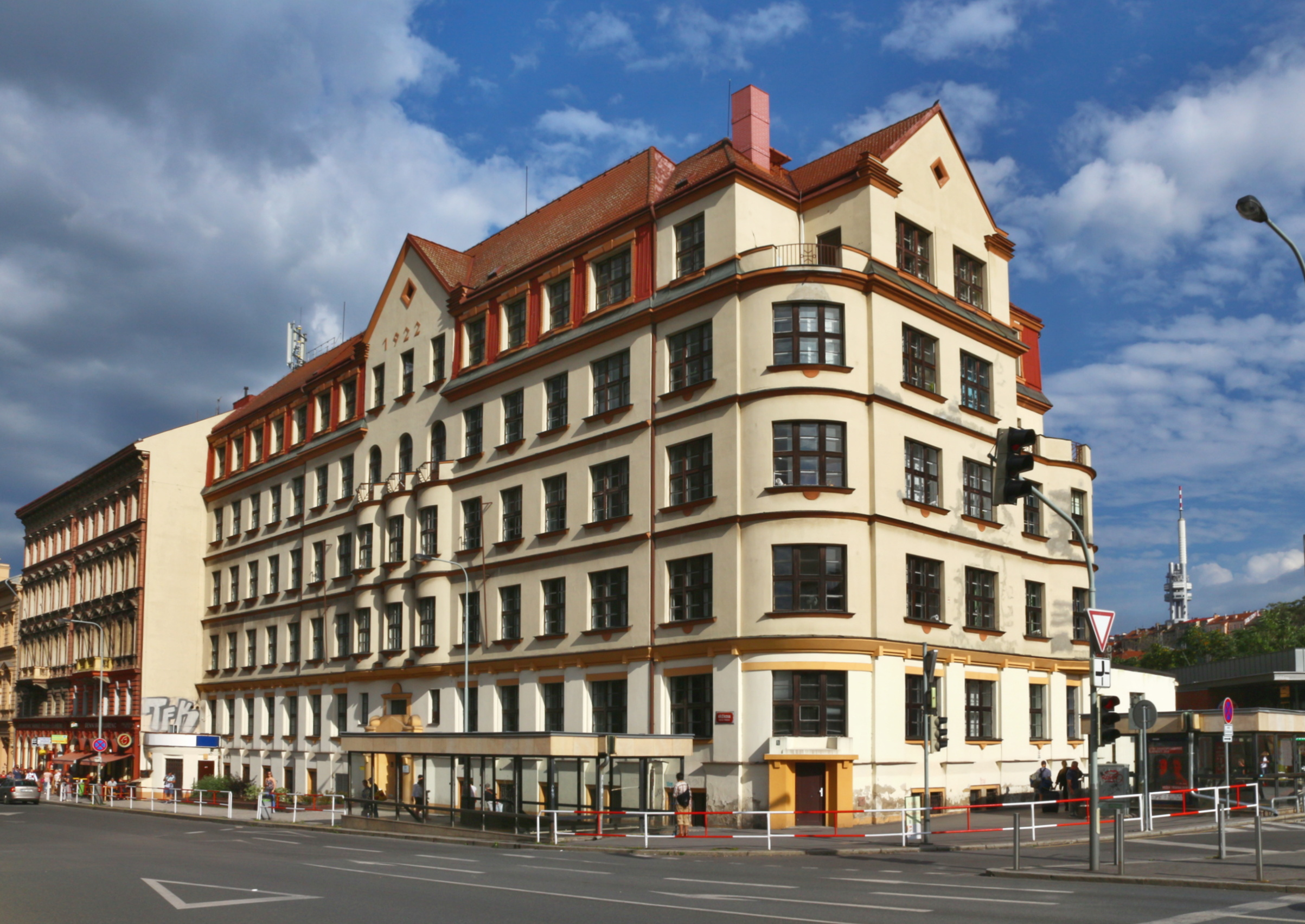
Původní budova nádraží, dnes zde sídlí společnost Správa železnic

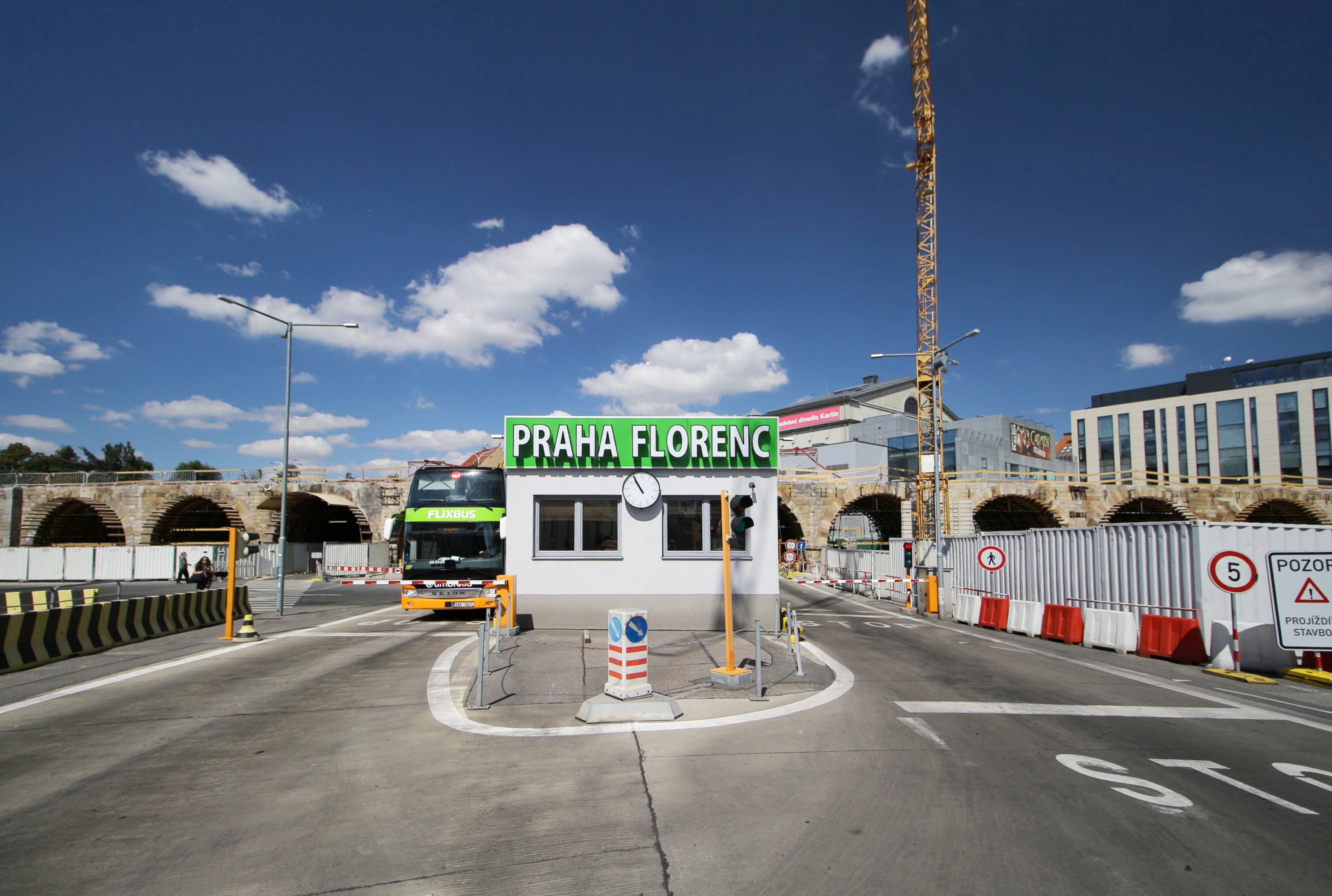
Vjezd pro autobusy, 2018

Umístění a počátky autobusového nádraží jsou spojeny se vstupem státní železniční společnosti ČSD do autobusové dopravy od roku 1927. V Pražském kraji ČSD zahájily autobusový provoz roku 1929, jejich základnou byly téhož roku nově zřízené autobusové garáže v prostoru dnešního dolního autobusového nádraží Florenc.
Horní autobusové nádraží, původně zasahující až do prostoru proti Městskému muzeu, je v provozu od 17. června 1948. V témž období byla zprovozněna i další dvě autobusová nádraží, dnes již nefungující: Pankrác (1947) a Smíchov (1948, poblíž tramvajové zastávky ČSAD Smíchov). Původně mělo autobusové nádraží 25 odjezdových stanovišť a vjezd od Městského muzea. V roce 1949 byla postavena výpravní budova s čekárnou, pokladnami, restaurací a odpočívárnou řidičů. Na betonovém podstavci u dnešního západního okraje nádraží stála na ploše dřevěná budka výpravčího a hlasatelky.
Začátkem 70. let při výstavbě metra (stanice Sokolovská na trase C) bylo uspořádání výrazně změněno. Byla zbourána výpravní budova z roku 1949, zrušen vjezd od Městského muzea, zrušen park a zcela změněno uspořádání stanovišť. Nová odbavovací hala byla zřízena ve dvoraně domů Křižíkova č.o. 4 a 6 a byl vybudován systém přechodových lávek. Vjezd do nádraží byl zřízen z východní strany, z ulice Prvního pluku.
Autobusové nádraží Florenc, stejně jako celý Karlín, bylo zatopeno při povodni v srpnu 2002. Provoz byl obnoven 16. srpna 2002.

### Rekonstrukce

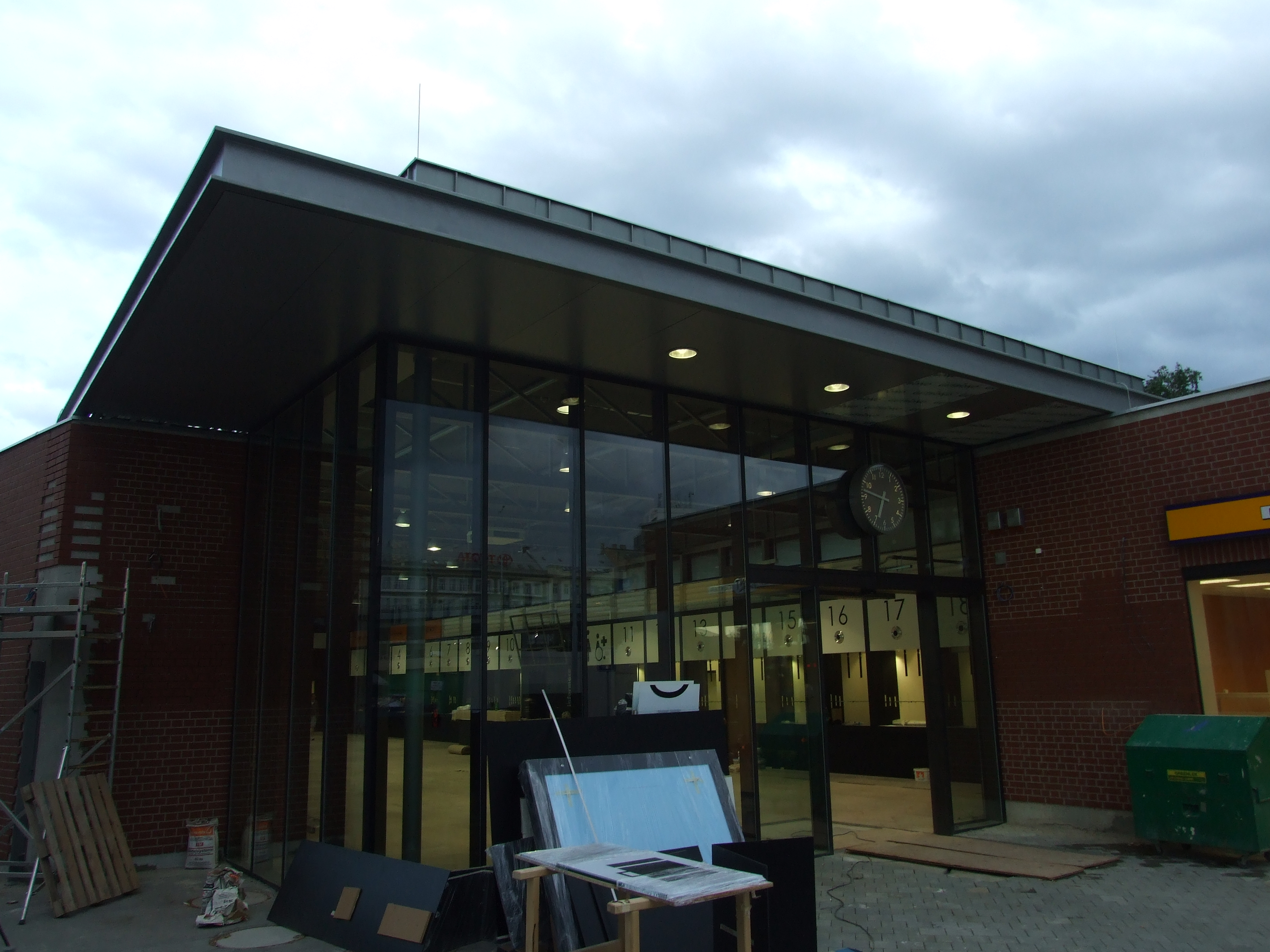
Rozestavená odbavovací budova, 2009

Na podzim roku 2003 byla rekonstruována odjezdová stání a byly na nich umístěny nové zastávkové přístřešky.   
Od druhého čtvrtletí 2007 mělo projít autobusové nádraží přibližně roční rekonstrukcí za několik desítek milionů korun. V lednu 2007 již měl vlastník povolení na novou odbavovací halu, žádal však ještě o jeho změnu. Hala má být kvůli stavební uzávěře dočasná, investor požádal o udělení výjimky ze stavební uzávěry pro zastřešení nástupišť a stavbu ochozů. Radnice Prahy 8 se k plánům vlastníka autobusového nádraží staví rezervovaně. Starosta Josef Nosek by preferoval přemístění nádraží jinam a do podzemí a využití plochy nad ním pro vícefunkční budovu a propojení Nového Města s Karlínem.

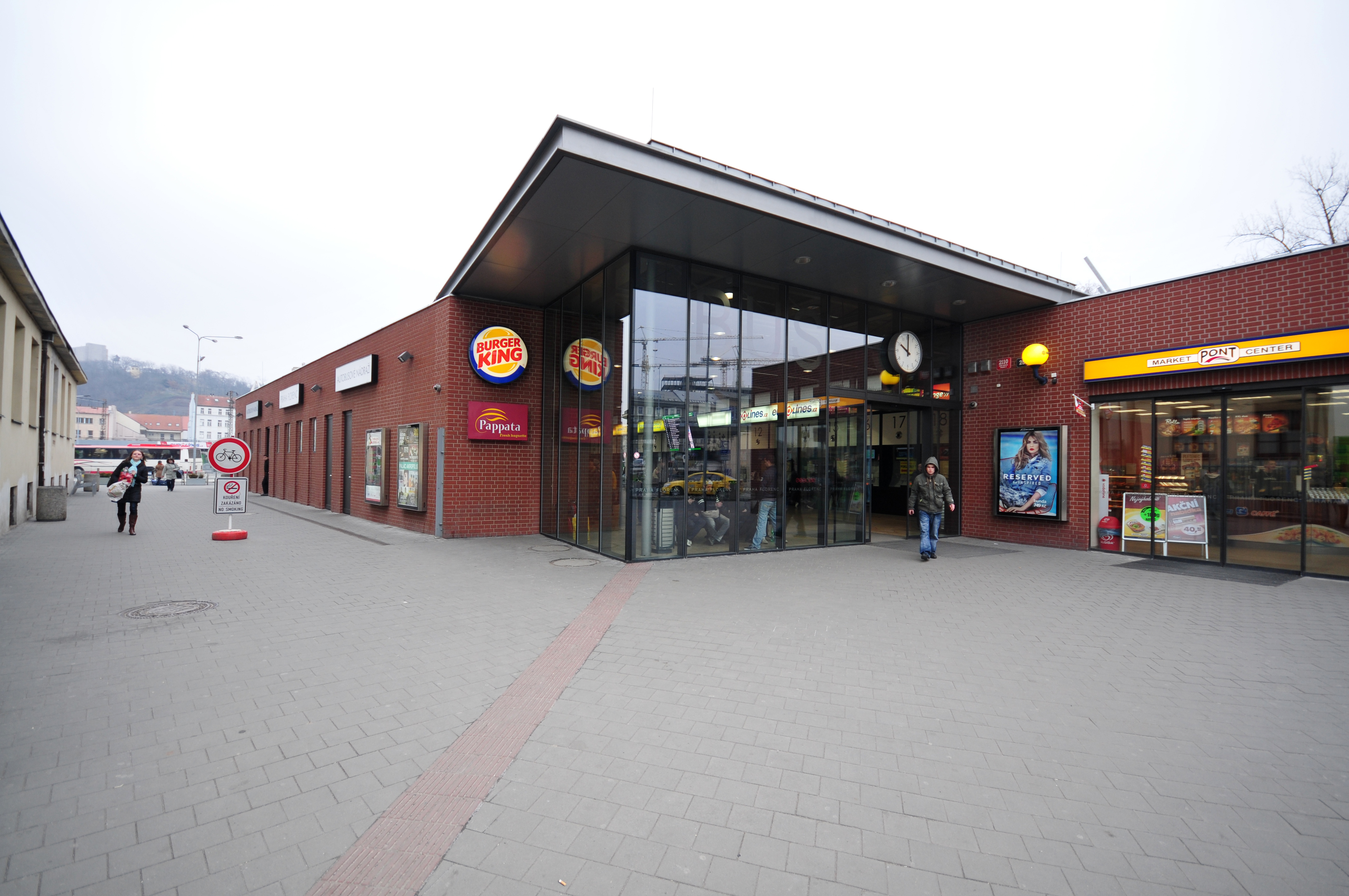
Vstup do odbavovací haly, která byla postavena v roce 2009

Nová odbavovací hala, jejíž výstavba započala v září 2008, byla slavnostně otevřena 17. června 2009 ve 13.30 hodin. Kromě moderních prostor pro odbavení cestujících a infostánku je zde také restaurace Burger King a Pappata, prodejna pečiva Fornetti a prodejna novin a drobných potravin Pont service center.
V průběhu roku 2011 byla odstraněna zastřešená lávka.

### Proměna lokality
Penta, ČSAD Praha Holding a město Praha společně uskutečnily urbanistickou soutěž na proměnu lokality v novou moderní čtvrť při zachování provozu nádraží. Vítězem soutěže se stal česko-britský tým složený z architektonických studií UNIT architekti, A69 – architekti a firmy Marko and Placemakers. Praha chce spolupracovat i s dalšími dvěma týmy, které se společně umístily na druhém místě a kteří se mají podílet na úpravách magistrály a na návrhu parku na Těšnově. Rada města výsledky urbanistické soutěže schválila 14. března 2022, následovat mělo projednání změn územního plánu a uzavření memoranda mezi městem a spolupracujícími investory, tj. ČSAD Praha holding a Masaryk Station Development. Soutěžní návrhy jsou prezentovány na samostatném webu Florenc 21.
Nově navržená čtvrť v oblasti ulic Na Poříčí, Na Florenci, Masarykova nádraží a autobusového nádraží propojuje okolní čtvrti sítí ulic a uliček, aby oblast byla dobře prostupná. Trojúhelník, který vytvářejí dvě ramena Negrelliho viaduktu, je zvažován k přeměně na městskou tržnici, která by mohla přesahovat i do mostních oblouků.  Počítá se se zachováním autobusového nádraží, jehož přestavba má proběhnout až v pozdější fázi projektu. V březnu 2022 město vyjádřilo představu, že transformace území by měla začít zhruba za pět let (2027), realizace by měla začít do deseti let (2032).

## Stavební a dopravní uspořádání

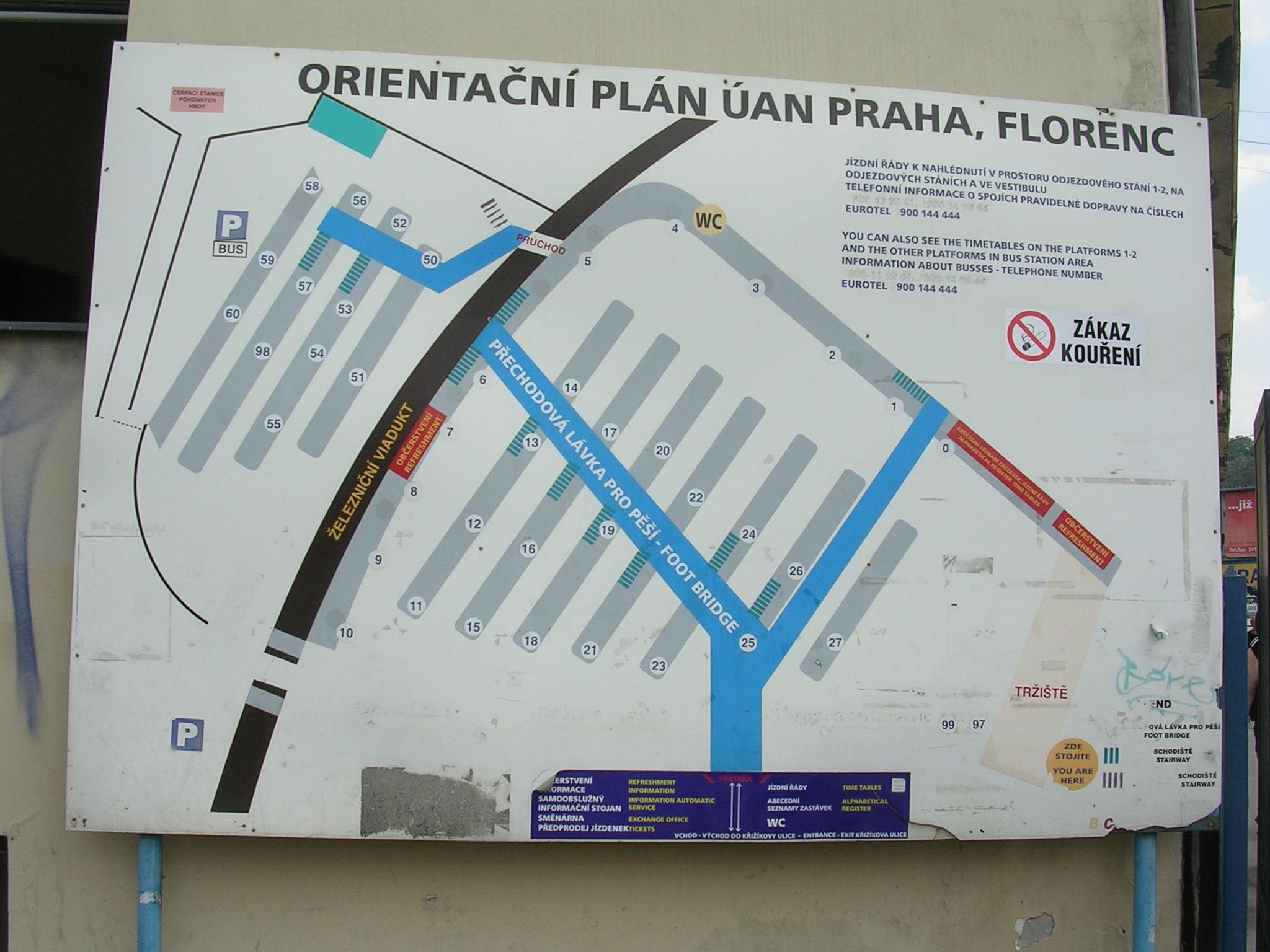
Schéma autobusového nádraží

V počátcích provozu (od roku 1947) zasahovala plocha nádraží a nástupiště až do míst naproti Městskému muzeu, kde je dnes taxistanoviště a tržiště.
Dnes železniční Negrelliho viadukt rozděluje plochu autobusového nádraží na horní nádraží a dolní nádraží. Horní nádraží zahrnuje sedm nástupních ostrůvků se 17 odjezdovými stáními (č. 11–27), dalších 11 odjezdových stání (č. 0–10) je umístěno u okraje plochy horního nádraží, příjezdová hrana s příjezdovým stáním č. 99 a stáním č. 97 expresu k ruzyňskému letišti je umístěna na okraji přilehlém k odbavovací budově. Na dolním nádraží jsou čtyři ostrůvky s 12 odjezdovými stáními (č. 50–62). Dolní nádraží sloužilo v posledních letech jen nepravidelné dopravě a linkám na Ukrajinu, pak již jen jako odstavná plocha. Celé autobusové nádraží je propojeno úrovňovými přechody pro chodce.
Zastřešená lávka byla v průběhu roku 2011 odstraněna.

## Doprava a služby

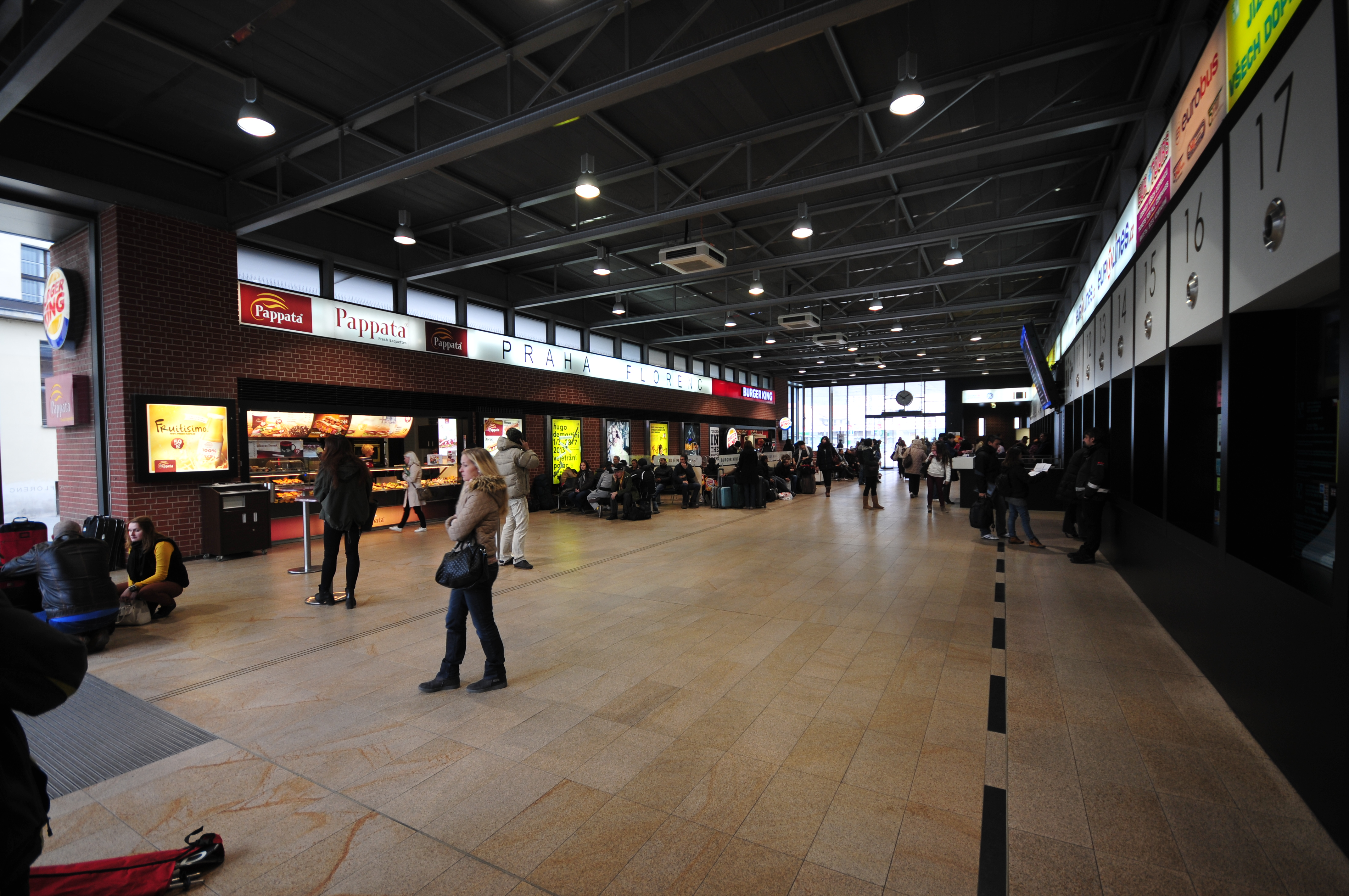
Interiér odbavovací haly postavené v roce 2012

ÚAN Florenc slouží především pro mezinárodní a dálkové spoje. Vysoké poplatky za vjezd do areálu motivují autobusové dopravce k tomu, aby přednostně, zejména k příjezdům do Prahy, využívali autobusová nádraží na okrajích Prahy, například Na Knížecí (Smíchov), Zličín, Hradčanská, Dejvická, Holešovice, Černý Most, Želivského (Vinohrady) a Roztyly, čímž význam nádraží oproti dřívějším dobám poněkud poklesl a nejsou tolik přetěžovány i tak přeplněné příjezdové komunikace Karlína a Žižkova. V letech 1997–1999 se obchodní politikou ÚAN zabýval i Úřad pro hospodářskou soutěž a úspěšná odvolání svědčí o tom, že právní rámec poplatků není zcela jednoznačný.
V odbavovací budově je zajišťován i prodej místenek a informační služby.
Za léta 1948 až 2008 bylo odbaveno odhadem kolem 12 milionů spojů a 375 milionů cestujících. Za rok 1990 zde bylo odbaveno necelých 400 000 spojů a necelých 14 milionů cestujících, v roce 2008 bylo odbavováno kolem 200 000 spojů a 7 milionů cestujících ročně a nádraží užívá kolem 100 dopravců.

## Vlastník autobusového nádraží

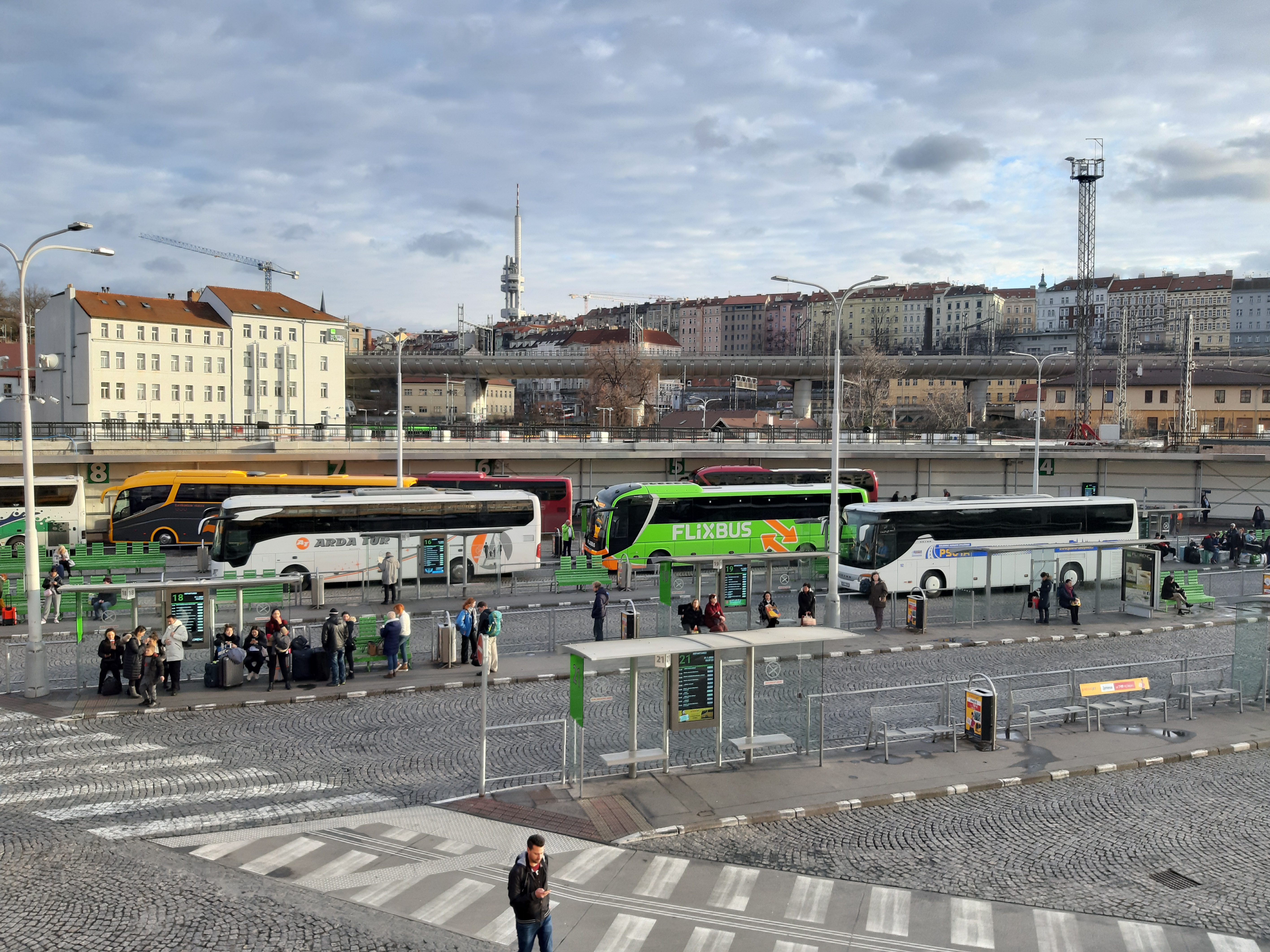
Ústřední autobusové nádraží Florenc v lednu 2020.

Autobusové nádraží v dobách vzniku provozoval příslušný státní podnik ČSAD. Do roku 1988 byl závod ÚAN Praha-Florenc součástí krajského národního podniku Československá státní automobilová doprava – KNV Praha jako závod 194. Organizačně pod něj v průběhu let patřily provozovny (autobusová nádraží) Pankrác, Smíchov a Hlavní nádraží. Kolem roku 1990 byl podnik transformován na státní podnik.
Organizační jednotka provozující autobusové nádraží byla samostatně zařazena do kuponové privatizace.
ČSAD ÚAN Praha Florenc a. s. (IČO 45275190, později IČ 26212030) byla zapsána 1. května 1992, nejprve pod názvem ČSAD Ústřední autobusové nádraží Praha Florenc a. s. K provozování autobusového nádraží zřídila k 28. červnu 2000 akciovou společnost ČSAD Florenc a. s. (IČ 26185792), později přejmenovanou na Pražská dopravní a. s. Ta zanikla 31. prosince 2005. ČSAD ÚAN Praha Florenc a. s. zanikla fúzí a jejím právním nástupcem je ČSAD Praha holding a. s. (IČ 26140659), která je nyní vlastníkem a provozovatelem autobusového nádraží. ČSAD Praha holding a. s. je rozdělena na dopravní a developerskou divizi.
V roce 2006 vznikla rozdělením společnosti Stavoinvesta holding a.s. společnost Rextim holding a.s., která je vlastníkem ČSAD Praha holding a. s. 33 % v Rextim Holding údajně vlastní společně Roman Šplíchal a Ivana Šplíchalová, Roman Šplíchal byl také po většinu doby předsedou představenstva, v této funkci se střídal s Pavlem Vráblíkem.
Provozovatel autobusového nádraží, ČSAD Praha holding a. s., vlastní ještě autobusové stanoviště Holešovice. Do počátku devadesátých let 20. století vlastnil právní předchůdce této firmy ještě další autobusová nádraží a stanoviště (Pankrác, Na Knížecí, Červený Vrch), která však již tomuto účelu neslouží. Meziměstské autobusové stanoviště Na Knížecí zaniklo zřejmě i proto, že všichni dopravci začali využívat sousedící levnější autobusové stanoviště v majetku města (Technická správa komunikací, Dopravní podnik hlavního města Prahy).
V říjnu 2023 oznámil Úřad pro ochranu hospodářské soutěže, že ve zjednodušeném řízení posuzuje nákup společnosti Rextim Holding (vlastnící ČSAD Praha holding) společností Penta Real Estate z investiční skupiny Penta. Zájem o tyto pozemky projevovala Penta již dříve, ČSAD Praha holding však v roce 2016 oznámila, že zde postaví vlastní projekt. V prosinci 2023 ÚOHS nákup schválil.